# Wolfram Löwe
Wolfram Löwe (Markranstädt, 1945. május 24. –) olimpiai bajnok német labdarúgó.
Az NDK válogatott tagjaként részt vett az 1974-es világbajnokságon és az 1976. évi nyári olimpiai játékokon.

## Sikerei, díjai
Lokomotive Leipzig
- Keletnémet kupa (1): 1975-76

NDK
- Olimpiai bajnok (1): 1976